# 製造番号
製造番号（せいぞうばんごう）は、出荷される製品に付けられる、始めから終わりまで一続きの番号。
各製品ごとに固有の番号が割り当てられており、メーカー側で所有者を管理する際や商品の偽装・偽造を防止する目的で使用されるほか、事件や事故などの問題が発生したときにこの番号が参照される場合もある。シリアル番号、シリアルナンバー (serial number:「S/N」「Ser.No.」「Ser」などと略される）とも言われる。

## 製造番号の目的
製造番号を付ける目的の一つとして、製品の設計変更がある。製品の致命的な欠陥を修正する設計変更に対応する際に、何番目から何番目までがその対象かを把握するという目的で付与されるのである。生産者側の品質管理面からの必要性によるものである。例としては「自動車のリコール」が代表的である。
なお、現在はPL法が存在し、必ずリコールに対応しなければならないので、ほとんどの製品に製造番号が採番されている。ただし一部の製造品には別の管理方法が存在するので、製造番号が全ての製品に付けられているわけではない。（例：食品・医薬品・その他はロット番号が付与）
また、実際の修理の場面でも利用される。故障内容・原因により修理する箇所が異なるなど、修理方法が異なる時に、修理マニュアルにおいて「製造番号」が「何番までは修理方法１・何番から何番までは修理方法２」などのように番号で分けて管理するのである。
製品保護の点からも有用である。例えば、商用ソフトウェアに付属しているライセンスキーなどの固有の番号がある。ソフトウェアの違法コピーを防ぐ目的や、所有者がそのソフトウェアの正式なユーザーであることを証明（アクティベーション）するために用いられるのが一般的で、ユーザがソフトウェアをインストールする際やインターネットなどでユーザー登録をする際、メーカーからのサポートを受ける際に必要になる。
番号に関する理論についてはシリアル番号を参照のこと。